# Vorsma
Vorsma (in russo Ворсма?) è una cittadina della Russia europea centro-orientale, nell'oblast' di Nižnij Novgorod (rajon Pavlovskij rajon).
Sorge non lontano dalle rive del fiume Kišma e dista circa 60 km da Nižnij Novgorod.
Fondata nel XVI secolo, ha ricevuto lo status di città nel 1955.